# Muchtar Ajmachanov
Muchtar Rabatovič Ajmachanov (* 1. ledna 1967) je ruský kosmonaut kazašského původu.
V roce 2002 vybrala Kazašká kosmická agentura Ajmachanova a Ajdyna Aimbetova jako kandidáty na let do vesmíru. Od roku 2003 do roku 2009 procházeli oba muži školením v Rusku. V roce 2009 ale finanční krize odložila kazašský let na neurčito.
Roku 2012, když byl stále kazašský let do vesmíru v nedohlednu, se Ajmachanov stal ruským občanem a vzdal se občanství kazašského. Poté byl zařazen do ruského oddílu kosmonautů. Svého prvního letu se však nedočkal ani v následujících deseti letech a 30. prosince 2022 oddíl kosmonautů opustil na základě rozhodnutí hlavní lékařské komise, které bylo vydáno o dva dny dříve. Roskosmos současně informoval, že Ajmachanov bude pokračovat ve své činnosti ve Středisku pro přípravu kosmonautů  jako přední specialista na výcvik.